# Војислав Д. Михаиловић
Војислав Михаиловић (Београд, 1924 — Булози, код Рогатице, 22. мај 1945) био је резервни официр Југословенске војске и син генерала Драгољуба Драже Михаиловића.

## Ратни пут
Када је породица примила вест где се налази пуковник Михаиловић, напустила је Београд и отишла ка њему. Током лета 1941. године су боравили у Струганику, у кући мајора Александра Мишића, сина војводе Живојина Мишића и Михаиловићевог класног друга. На јесен су се Јелица и Гордана вратиле у Београд, док су синови Бранко и Војислав остали уз оца на Равној гори.
Наредник Божо Перовић, један од људи који је у првој групи дошао са Михаиловићем на Равну гору и старешина Подофицирске школе, јесте био задужен да Војислава подучи руковању оружјем. Према сведочењима људи из његовог тадашњег окружења, иако малолетан, понашао се врло дисциплиновано, савесно и ангажовано, а одбијао је да говори о Михаиловићу као оцу, већ само као команданту.
Налазио се стално у непосредној близини оца као део његове пратње, па је тако било и током немачке операције „Михаиловић”, која је имала за циљ заробљавање пуковника Михаиловића. Уз њега се кретао по Херцеговини, источној Босни, за време битке на Сутјесци...
Косјерићка бригада је, према Михаиловићевом наређењу, преузела његову децу и одвела их у Косјерић. Тако се ту нашао и Војислав, где је провео већи део 1943. и 1944. године.
Учествовао је у борбама код Сече Реке против немачких снага и Четвртог батаљона Српског добровољачког корпуса, као пушкомитраљезац.
Поново се придружио оцу на Требави, негде у позну јесен 1944. године, када се сазнало да су Бранко и Гордана у партизанима.

### Погибија
По претрпљеном поразу на Зеленгори, генерал Михаиловић је са 17 чланова најуже пратње покушао да се пробије према Рогатици. У сукобу са партизанима код села Булози, 22. маја 1945. године, Војислав је погинуо. Није било времена нити могућности да се његови посмртни остаци изнесу, па је сахрањен на брзину на локалитету чемерничке њиве у овом селу у кањону реке Праче.
Његов старији брат Бранко Михаиловић, који је преживео рат, свог старијег сина Војислава је назвао по њему.

## Породица
| Фотографија | Име и презиме                            | Датум рођења       | Датум смрти   |
| ----------- | ---------------------------------------- | ------------------ | ------------- |
|             | Драгољуб Дража Михаиловић                | 14/26. април 1893. | 17. јул 1946. |
|             | Јелица Михаиловић (девојачко: Бранковић) | 1895.              | 1970.         |